# Erich Loewenhardt

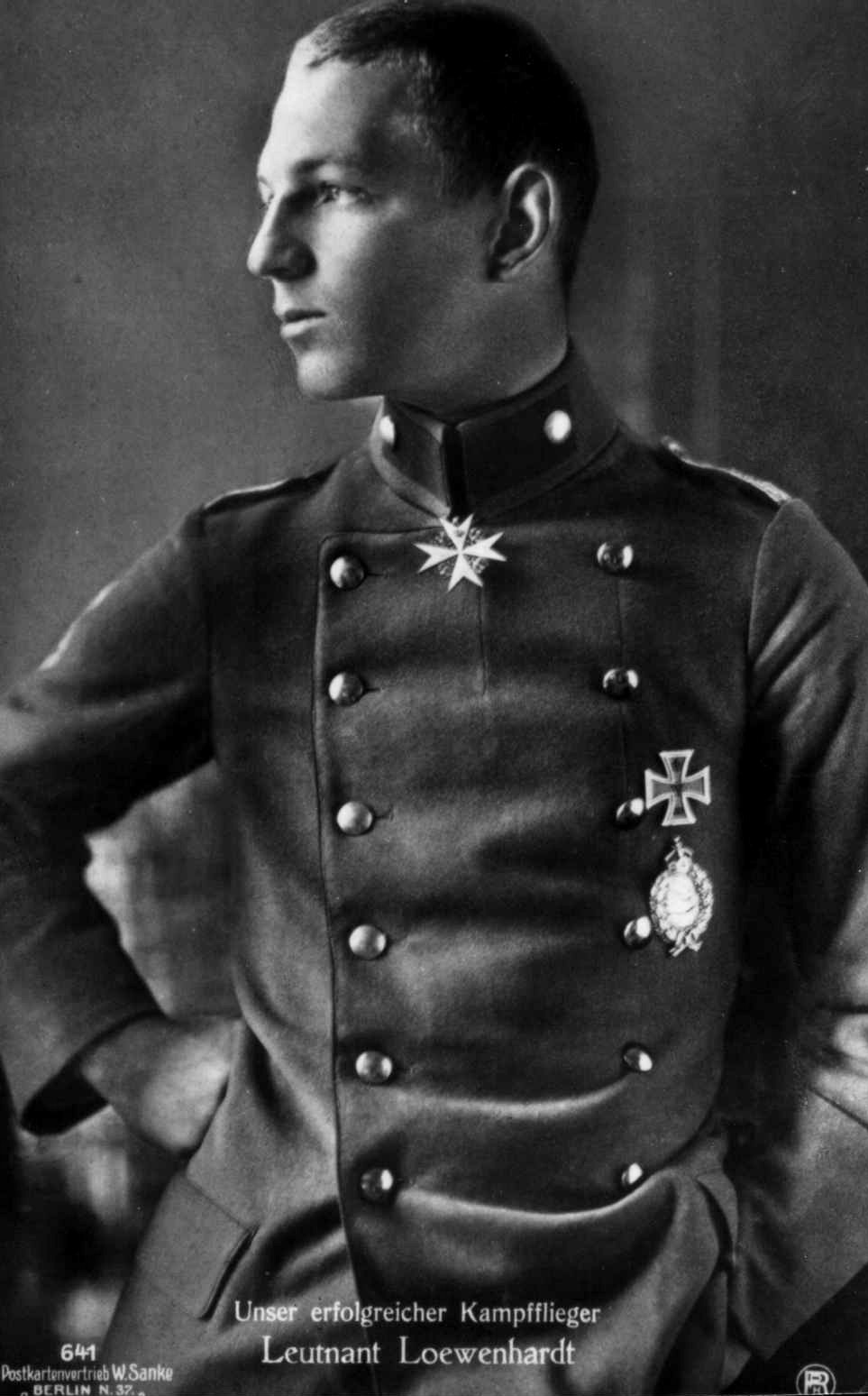
Erich Loewenhardt

Erich Loewenhardt (* 7. April 1897 in Breslau; † 10. August 1918 nahe Chaulnes) war Offizier der Fliegertruppe und erlangte mit 54 Abschüssen die dritthöchste Zahl von Luftsiegen unter den deutschen Jagdfliegern im Ersten Weltkrieg.

## Leben
Loewenhardt wurde als Sohn eines Arztes geboren. Er schlug eine militärische Karriere ein und begann seine Ausbildung an der Hauptkadettenanstalt in Lichterfelde. Von dort wurde er zum Infanterie-Regiment Nr. 141 versetzt. Zu Beginn des Ersten Weltkrieges wurde dieses Regiment an die Ostfront verlegt.
Am 2. Oktober 1914 wurde Loewenhardt zum Leutnant befördert. Nachdem er Ende Oktober 1914 schwer verwundet worden war, wurde er bis Januar 1915 in einem Krankenhaus behandelt. Es folgte dann ein erneuter Einsatz im Osten. In den Karpaten rettete Loewenhardt fünf verwundeten deutschen Soldaten das Leben. Hierfür erhielt er Anfang 1915 das Eiserne Kreuz II. Klasse.
Loewenhardt wurde zum Deutschen Alpenkorps, dann im Oktober 1915 – auf eigenen Wunsch – zur Fliegertruppe kommandiert. Nach Abschluss der Ausbildung und anfänglichem Einsatz als Beobachter wurde er Anfang 1916, er hatte die Zulassung zur Flugzeugführerausbildung beantragt, zur Fliegerabteilung 265 (Artillerie) versetzt. Die Flugzeugführerausbildung schloss Loewenhardt 1916 ab. Im März 1918 wurde er zur Jagdstaffel 10 versetzt, die zum Jagdgeschwader 1, unter der Führung Manfred Freiherr von Richthofens, gehörte. Bis Ende März 1918 schoss er 15 gegnerische Flugzeuge ab. Anfang April 1918, in einem Alter von lediglich 20 Jahren, wurde Loewenhardt zum Staffelführer der Jasta 10 ernannt. Es folgte in kurzer Zeit eine Vielzahl von Luftkämpfen, bei denen er siegreich war. Bis Ende Juli 1918, Loewenhardt flog nun eine Fokker D.VII, zählte er bereits 47 Abschüsse. Zeitweise war er stellvertretender Kommandeur des Jagdgeschwaders. Am 31. Mai 1918 wurde er mit dem Orden Pour le Mérite ausgezeichnet. Am 10. August 1918 gelang ihm in der Nähe von Chaulnes der 54. Abschuss, ein britischer Flieger. Erich Loewenhardt gehört damit zu den drei deutschen Jagdfliegern, die mehr als 50 Abschüsse erreichten.
In einem Luftkampf mit der No. 56 Squadron der Royal Air Force stieß Loewenhardt mit dem von Alfred Wenz gesteuerten Flugzeug zusammen. Beiden Piloten gelang es zwar, aus dem Flugzeug zu springen, doch der Fallschirm Loewenhardts öffnete sich nicht. Er starb, Wenz überlebte das Unglück.

## Auszeichnungen
- Preußisches Militär-Flugzeugführer-Abzeichen
- Eisernes Kreuz (1914) II. Klasse
- Eisernes Kreuz (1915) I. Klasse
- Pour le Mérite